# Matt Giteau

a Compétitions nationales et continentales officielles uniquement.

b Matchs officiels uniquement.
Dernière mise à jour le 4 juillet 2021.
Matthew Giteau dit Matt Giteau, né le 29 septembre 1982 à Sydney (Australie), est un joueur de rugby international australien évoluant au poste de demi d'ouverture ou trois-quarts centre. Avec les Wallabies, il dispute deux finales de Coupes du monde, en 2003, avec une défaite face à l'Angleterre puis en 2015 face à la Nouvelle-Zélande, et un quart de finale en 2007 où les Wallabies sont éliminés par les Anglais.
Lors de sa carrière en Australie, en Super 12, devenu par la suite Super 14 et Super 15 lors de sa dernière saison, il évolue avec les franchises des Brumbies, avec laquelle il remporte un titre de Super 12 en 2004, la Western Force, avant de retrouver les Brumbies. Avec le Rugby club toulonnais, club qu'il rejoint en octobre 2011, il remporte à trois reprises la Coupe d'Europe, en 2013, 2014 et 2015, et un titre de champion de France en 2014.

## Carrière

### Carrière en Australie
C'est au St Edmund’s College de Canberra qu'un entraîneur détecte pour la première fois le potentiel de Matt Giteau, dans son équipe du First XV. Celui-ci désire alors le positionner en five-eighth, terme désignant dans l'hémisphère sud les postes de demi d'ouverture et de premier centre, mais Giteau désire imiter les anciens joueurs de cette école qui évoluaient au poste de demi de mêlée, Ricky Stuart, George Gregan et Matt Henjak. Avec St Edmond, Giteau remporte le Waratah Shield en 1999, compétition opposant les équipes universitaires de la Nouvelle-Galles du Sud.
Bien que non retenu dans les équipes scolaires australiennes, Giteau franchit rapidement les étapes : il intègre la Brumbies Academy, antichambre de la franchise des Brumbies et est sélectionné dans l'équipe d'Australie de rugby à sept, dont le sélectionneur est alors l'ancien Wallabies Glen Ella. En août 2002, il signe un contrat d'un an avec la franchise des Brumbies.
Alors qu'il n'a pas encore disputé la moindre rencontre de Super 12, compétition opposant des franchises d'Afrique du Sud, d'Australie et de Nouvelle-Zélande, le sélectionneur des Wallabies, Eddie Jones, l'intègre à son groupe de joueurs pour la tournée de ces derniers dans l'hémisphère nord. Il fait ses débuts internationaux à l'occasion du test face à l'Angleterre à Twickenham, suppléant en fin de rencontre Stephen Larkham,. Une semaine plus tard, il obtient sa deuxième cape, toujours en tant que remplaçant, face à l'Italie.
Pour sa première saison en Super 12, il dispute dix rencontres, dont neuf en tant que titulaire, inscrivant son premier essai contre les Bulls en mars. Quatrième de la phase régulière, les Brumbies s'inclinent en demi-finale face aux Auckland Blues. Initialement prévu pour occuper le poste d'ouvreur, Stephen Larkham étant blessé, il doit finalement déclarer forfait pour cette rencontre, en raison d'une blessure au genou gauche. Il termine la compétition avec le titre de Vodafone Rookie of the Series, meilleur débutant de la compétition.
En raison de tests physiques insuffisants, il est mis au repos par le médecin des Wallabies, ce qui le prive des rencontres internationales de juin face à l'Irlande, le pays de Galles et l'Angleterre. Il est rappelé en tant que remplaçant pour le troisième match disputé par les Australiens dans le cadre du Tri-nations 2003, face à l'Afrique du Sud. Après une victoire 29 à 6, seule victoire australienne dans cette édition, il est de nouveau utilisé en tant que remplaçant face aux All Blacks.
Il figure sur la liste des joueurs australiens retenu pour la Coupe du monde. Après avoir fait ses débuts dans cette compétition en jouant 12 minutes face aux Pumas argentins, il est annoncé comme devant occuper le poste de titulaire au poste d'ouvreur lors du match suivant face à la Roumanie afin de préserver Stephen Larkham. Finalement remplaçant de ce dernier, il inscrit son premier essai sous le maillot australien dans une rencontre remportée sur le score de 90 à 8. C'est finalement lors du match suivant qu'il devient titulaire pour la première fois. Face à la Namibie, équipe que l'Australie bat largement sur le score de 142 à 0, il inscrit trois des 22 essais. Il retrouve un poste de remplaçant lors du match face à l'Irlande, remporté 17 à 16 qui permet aux Australiens de se qualifier pour un quart de finale où ils sont opposés aux Écossais. Face à ces derniers, il se tord les ligaments de la cheville, ce qui le prive de la demi-finale victorieuse face aux All Blacks. Opposés à l'Angleterre en finale, l'Australie s'incline sur un drop de Jonny Wilkinson à 20 secondes du terme de la prolongation.
Lors du Super 12, il dispute treize rencontres, toutes en tant que titulaire, inscrivant un total de six essais, dont un lors de la finale qui oppose son équipe des Brumbies à la franchise néo-zélandaise des Crusaders. Les Brumbies s'imposent 47 à 38 pour remporter le deuxième titre de leur histoire.
Pour le premier match de la saison international des Wallabies, il inscrit son cinquième essai en sélection lors d'une victoire 35 à 15 face à l'Écosse. Privé de la deuxième rencontre face aux Écossais en raison d'une grippe, il fait son retour lors d'un match face à l'Angleterre. Lors du match suivant face aux Pacific Islanders, il inscrit deux essais. il participe aux quatre tests de l'Australie disputés par celle-ci dans le cadre Tri-nations, compétition remportée par l'Afrique du Sud et où les trois nations restent invaincues sur leur terrain. Il inscrit des points lors de chacune des rencontres, 2 puis 12 face aux All Blacks, et 8 et 4 face aux Springboks.
En novembre, lors de la tournée en Europe, il inscrit 11 points lors d'une victoire face à l'Écosse, 6 points lors de la défaite 27 à 14 face à la France, 14 points dont un essai lors d'une deuxième victoire face à l'Écosse et 9 points face à l'Angleterre. Bob Dwyer le choisit pour demi d'ouverture pour la rencontre des Barbarians face aux All Blacks, rencontre remportée par ces derniers sur le score de 47 à 19.
Avant le début de cette tournée, il fait partie des cinq joueurs désignés par l'IRB (International Rugby Board) comme candidat au titre de meilleur joueur du monde IRB, avec son compatriote Stephen Larkham, les Sud-Africains Schalk Burger et Marius Joubert, le Français Serge Betsen et l'Irlandais Gordon D'Arcy, le titre étant finalement décerné à Schalk Burger.
Il dispute huit des onze matchs disputés par les Brumbies lors du Super 12, la franchise australienne terminant cinquième de la compétition ce qui la prive de demi-finale. Giteau inscrit 62 points, avec cinq essais. Il commence sa saison internationale au poste de demi d'ouverture, face aux Samoa, inscrivant cinq transformations. Il retrouve ensuite un poste de centre lors des deux victoires face à l'Italie, 17 points dont un essai de Giteau, et la France, victoire 37 à 31 malgré une seule réussite de Giteau en cinq tentatives. Après deux tests face aux Springboks, avec deux essais lors d'une victoire à Sydney, il commence le Tri-nations face à ce même adversaire lors d'une défaite à Pretoria, rencontre où il inscrit 11 points. Malgré une blessure au dos subie face aux All Blacks, il participe au match suivant face aux Springboks, mais subit un nouveau choc lors de cette rencontre ce qui le contraint à déclarer forfait pour le dernier test de la compétition face aux All Blacks.
Lors de la tournée de novembre, il est titulaire au poste de demi d'ouverture face aux Français qui s'imposent sur le score de 26 à 16. Remplaçant la semaine suivante face aux Anglais, il se blesse au genou ce qui le prive des deux derniers matchs de la tournée, en Irlande et au pays de Galles.
Eddie Jones, avec huit défaites lors des neuf derniers matchs des Wallabies, est démis de ces fonctions en décembre de la même année. John Connolly lui succède en février de l'année suivante. Le nouveau sélectionneur confie plus tard qu'il a alors songé à confier le rôle de capitaine à Giteau, lui préférant finalement Stirling Mortlock. En début de cette année, en mars, Giteau participe au tournoi de rugby à sept disputé dans le cadre des jeux du Commonwealth de 2006 qui se déroule à Melbourne. Avec une équipe où figure également Lote Tuqiri et Chris Latham, il termine à la quatrième place, battu par la Nouvelle-Zélande en demi-finale puis par les Fidji lors de la petite finale,.

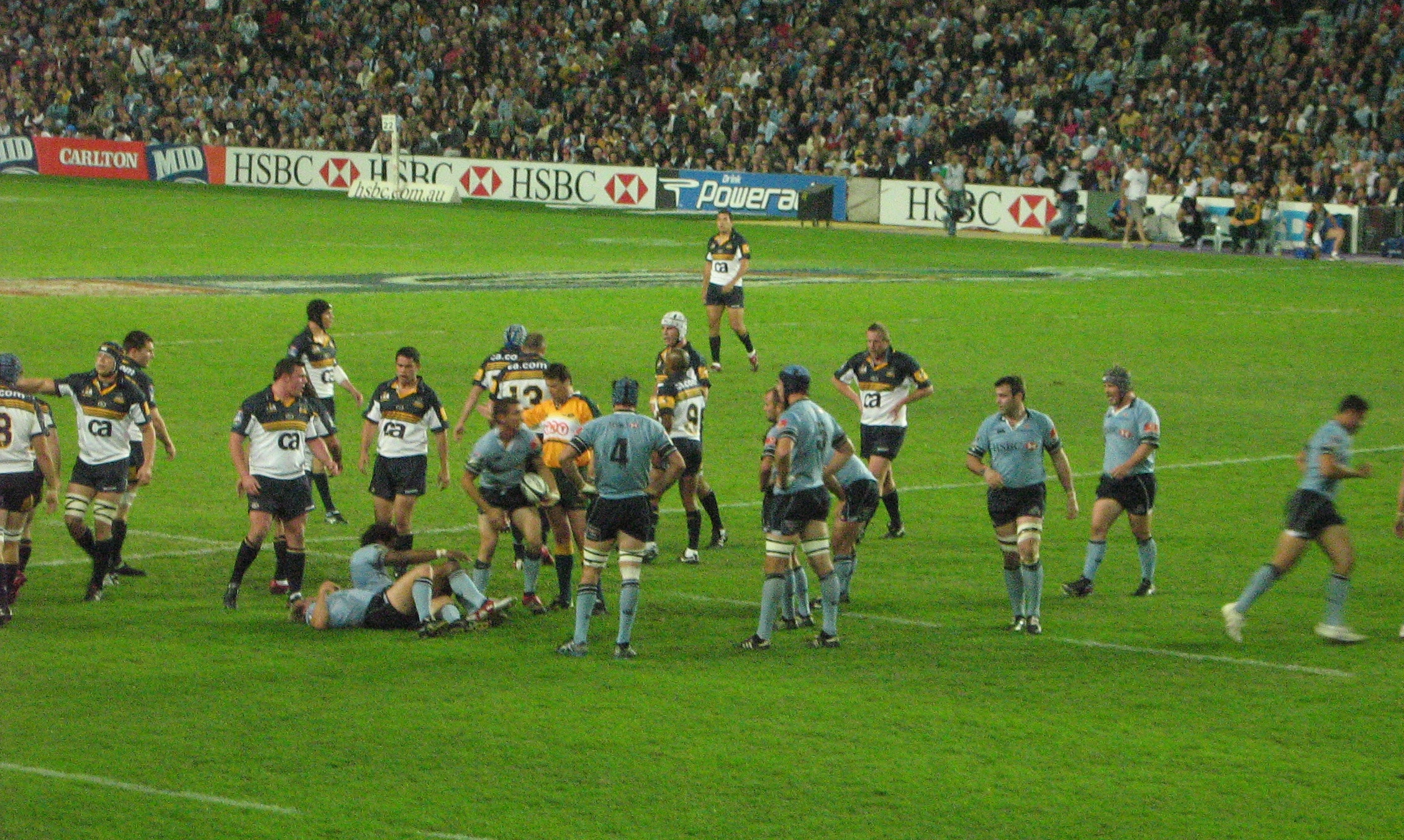
Rencontre de Super 14 en 2006, entre le Brumbies et les Waratahs.

Durant la saison du Super 14, Giteau annonce qu'il évoluera la saison suivante avec la franchise des Western Force, basée à Perth. Au terme de la phase régulière de cette compétition, il doit subir une intervention chirurgicale au genou qui l'oblige à déclarer forfait pour le début de la saison internationale. Lors de son retour à la compétition, avec le club de Queanbeyan, il se blesse au pouce. Il est toufefois présent lors du premier match du tri-nations 2006 qu'il entame en tant que remplaçant face aux All Blacks. Il inscrit le match suivant deux des six essais de sa sélection lors de la victoire 49 à 0 sur les Springboks, la plus grosse défaite infligée à cet adversaire par les Wallabies. Les Wallabies s'inclinent ensuite face aux Néo-Zélandais, s'imposent une nouvelle fois face aux Sud-Africains, puis perdent les deux derniers matchs, face aux All Blacks et aux Springboks.
Avec l'absence de George Gregan, resté en Australie pour soigner une blessure au pied, et le forfait de son remplaçant désigné Josh Valentine, Giteau est pressenti pour occuper le poste de demi de mêlée lors de la tournée dans l'hémisphère nord où les Wallabies doivent disputer quatre tests, contre le pays de Galles, l'Italie, l'Irlande et l'Écosse. C'est ainsi que pour sa première apparition à ce poste sous le maillot australien, face aux Gallois, il inscrit 14 points, un essai, trois transformations et une pénalité. Il est également aligné à ce poste face aux Italiens, Irlandais et Écossais. L'Australie remporte deux tests, en Italie et en Écosse, fait un match nul face aux Gallois et s'incline en Irlande.
Lors de sa première saison avec la Western Force, il dispute le cinquantième match de sa carrière en Super 14 lors d'une rencontre face à son ancienne franchise des Brumbies. La Western Force termine à la septième place. Giteau est de nouveau utilisé au poste de demi de mêlée lors de la série de tests face aux Gallois en juin, deux victoires australiennes, Giteau inscrivant un essai lors du premier test. Avec le retour de Gregan, il retrouve un poste de premier centre lors du Tri-nations 2007. Avec l'équipe des Wallabies qui remporte ses deux matchs disputés à domicile et s'incline lors des matchs à l'extérieur, il inscrit un essai lors des deux matchs face à l'Afrique du Sud. Sa polyvalence, avec notamment la possibilité de couvrir les postes de demi de mêlée, d'ouverture et de premier centre lui assurent une place au sein de l'effectif des trente joueurs désignés pour défendre les couleurs australiennes lors de la Coupe du monde 2007.
Il dispute les trois premiers matchs de son équipe au sein de la Poule B, inscrivant six points contre le Japon, sept contre le pays de Galles avec un essai et 27 contre les Fidji, deux essais, quatre transformations et trois pénalités. Laissé au repos pour le dernier match de cette poule, il retrouve sa place de premier centre pour le quart de finale face aux Anglais. Ces derniers s'imposent sur le score de 12 à 10, douze points inscrit par Wilkinson.
Il termine l'année 2007 avec une victoire avec les Barbarians sur les champions du monde sud-africains à Twickenham sur le score de 22 à 5, inscrivant un essai et étant désigné homme du match,.
En mars 2008, il prolonge son contrat avec les Wallabies de deux ans, jusqu'à la fin de la Coupe du monde 2011. Toutefois, dans le même temps, il ne prolonge pas le contrat qui le lie jusqu'au terme de la saison 2009 à la Western Force. La Western Force termine à la huitième place de la phase régulière.
Le Néo-Zélandais Robbie Deans, non retenu pour reprendre la direction des All Blacks, est désigné sélectionneur des Wallabies en décembre 2007. Celui-ci voit en Giteau le successeur de Stephen Larkham au poste d'ouvreur et la future arme majeure de son équipe, tout en ne désirant pas poursuivre l'expérience de Giteau à la mêlée, considérant celui-ci plus efficace en ouvreur ou en premier centre. C'est ainsi que Giteau évolue à l'ouverture lors du premier match des Wallabies sous la direction de Deans, en juin 2008 face à l'Irlande. Lors de ce match, qui voit la victoire des Australiens sur le score de 18 à 12, Giteau inscrit huit points, deux pénalités et une transformation.
L'Australie entame le Tri-nations 2008 par deux victoires, à Perth face à l'Afrique du Sud, puis face aux All Blacks à Sydney, avec 14 points de Giteau, quatre transformations, une pénalité et un drop,. Les All Blacks prennent leur revanche la semaine suivante à Auckland, cinq points de Giteau. Les Australiens vont s'imposer en Afrique du Sud à Durban, mais concèdent ensuite deux défaites, face aux Springboks à Johannesbourg puis à Brisbane face à la Nouvelle-Zélande.

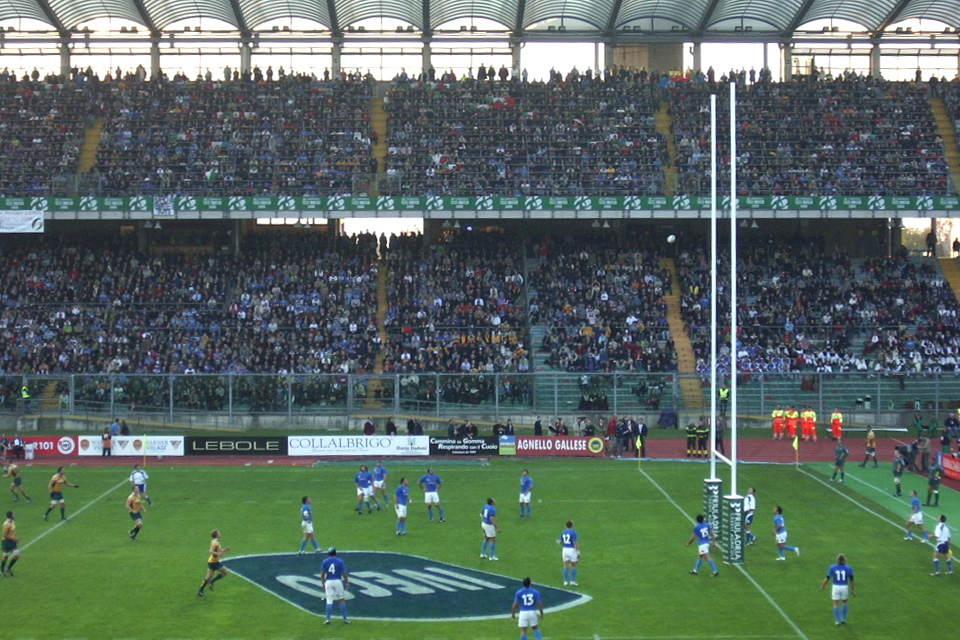
Italie-Australie en 2008.

Avant de se rendre en novembre en Europe, l'Australie dispute une quatrième rencontre face aux all Blacks, ces derniers s'imposant 19 à 14 à Hong Kong. L'Australie commence sa tournée par une victoire 30 à 20 face à l'Italie, avec 17 points de Giteau, cinq pénalités et une transformation. Il est l'un des principaux acteurs de la victoire australienne 28 à 14 sur les Anglais à Twickenham en novembre 2008, en inscrivant 20 points et réussissant un placage empêchant un essai. Lors de la troisième rencontre de la tournée, les Australiens s'imposent pour la troisième fois de l'année face aux Français, sur le score de 18 à 13, avec deux pénalités et une transformation de Giteau.
Avec la rupture de son contrat personnel de sponsoring avec Firepower, qui lui fait perdre un million de dollars, de nombreuses rumeurs annoncent qu'il ne disputera pas sa dernière saison avec la franchise de Perth. Il met finalement un terme à celles-ci en annonçant en janvier qu'il honorera la dernière saison de son contrat. Peu avant le début de la saison 2009 du Super 14, Giteau annonce qu'il dispute sa dernière saison avec la Western Force, et qu'il a signé un contrat de deux ans avec son ancienne franchise des Brumbies. La Western force termine comme la saison précédente à la huitième place.
Giteau commence sa saison internationale avec les Wallabies face à l'Italie en inscrivant onzepoints, un essai et trois transformations. Pour le test face aux Français, il inscrit les 22 points de son équipe qui s'impose 22 à 9 à Sydney,. Les Wallabies terminent à la dernière place du Tri-nations 2009, avec cinq défaites et une seule victoire, face aux Springboks à Brisbane, avec onze points de Giteau, une transformation, deux pénalités et un drop. La semaine précédente, lors de la défaite à Perth face à ce même adversaire, il inscrit 20 points, dont deux essais. Il inscrit également un essai lors de la première confrontation entre les deux équipes, au Cap. Lors des trois matchs face aux All Blacks, il inscrit 11, 18 et 3 points.
Après une quatrième défaite face à la Nouvelle-Zélande, à Tokyo, l'Australie se rend en Europe où elle doit affronter les quatre nations britanniques. Lors de cette tournée, des dissensions avec Robbie Deans commencent à apparaître. Bien que Giteau soit le deuxième joueur le plus expérimenté derrière le nouveau capitaine Rocky Elsom, Deans choisit Berrick Barnes qui n'a que 23 ans pour le poste de vice-capitaine. De plus, les prestations de Giteau lors de cette tournée sont insuffisantes aux yeux de son sélectionneur et de la presse. La défaite contre l'Écosse, la première depuis 27 ans, lui est directement attribuée en raison de ses quatre échecs en cinq tentatives. Il se reprend la semaine suivante lors de la victoire 33 à 12 face au pays de Galles, rencontre où il est désigné homme du match. Comme en 2007, il est choisi pour représenter les Barbarians. Cette équipe l'emporte 25 à 18 à Twickenham face aux All Blacks, ce qui est seulement la deuxième victoire des Baa-Baas face à cet adversaire,. Il est présent dans la liste des sept candidats pour le titre de joueur de l'année, avec les Irlandais Jamie Heaslip et Brian O'Driscoll, l'Anglais Tom Croft, les Sud-Africains François Steyn, Fourie du Preez et le Néo-Zélandais Richie McCaw. Ce dernier remporte son deuxième trophée.
Il retrouve son adresse dans le cadre du Super 14 où il réussit 53 de ses 65 tentatives, pour un pourcentage de 81 %. Les Brumbies, franchise avec laquelle il a signé pour les saisons 2010 et 2011 en février 2009, terminent à la sixième place de la phase régulière. Face aux Fidji, il est repositionné au poste de premier centre, le poste de demi d'ouverture étant confié par Robbie Deans à Quade Cooper. Giteau réussit une bonne performance avec six transformations en six tentatives. Toutefois, les critiques reprennent après la défaite à domicile sur le score de 21 à 20 face aux Anglais : bien qu'il inscrive les 20 points de son équipe, dont deux essais, ce sont ses deux échecs dans des pénalités, dont la deuxième en face des poteaux qui sont principalement retenus. Robbie Deans déclare aussi que désormais, Giteau n'est plus un choix automatique pour un poste de titulaire, d'autant qu'il est tenté d'aligner le trio 9-10-12 des Queensland Reds Will Genia, Quade Cooper et Saia Fainga'a. En novembre 2010, il cède la place de buteur à l'ailier James O'Connor après une victoire face aux All Blacks 26 à 24 où il ne réussit qu'une de ses quatre tentatives, O'Connor prenant sa succession au cours du match et réussissant deux transformations. En décembre, il dispute un nouveau match sous le maillot des Barbarians, équipe dont il est désigné capitaine et qui s'impose face aux Sud-Africains à Twickenham.
Giteau, dont le contrat avec la fédération australienne se termine après la coupe du monde, est sollicité par des clubs de l'hémisphère nord, par Bayonne depuis 2008, avec une offre d'un contrat de quatre ans et 7,90 millions d'euros selon le quotidien australien Sydney's Daily Telegraph, le Rugby club toulonnais et d'autres clubs français. Désireux de changer pour se ressourcer, il signe avec le club de Toulon un contrat de dix-huit mois, avec une saison en option, prenant effet après la Coupe du monde, ce qui lui laisse la possibilité de rejoindre l'Australie en 2013 et de postuler pour une place au sein de l'effectif des Wallabies qui accueille en juin 2013 les Lions,. Il explique alors son choix par la présence au sein de l'effectif toulonnais du demi de mêlée australien Matt Henjak, avec lequel il a grandi dans le village australien de Queenbeyan et qui est son témoin de mariage. Giteau, qui retrouve Larkham au sein de l'effectif des Brumbies, en tant qu'entraîneur des arrières, entame la saison de Super Rugby en tant que capitaine. Toutefois, les résultats ne sont pas ceux attendus et, après deux défaites en deux rencontres, l'entraîneur principal Andy Friend est démis de son poste. La franchise de Canberra termine à la quatrième de la conférence australienne, avec seulement quatre victoires en seize rencontres. La quatrième victoire est obtenue à domicile face aux Melbourne Rebels, la dernière disputée par Giteau à Canberra, rencontre où il inscrit un essai et s'avère décisif sur trois autres. Giteau dispute quinze des seize rencontres, pour un total de 171 points marqués, dont 4 essais.
Son ambition est de disputer une  nouvelle coupe du monde. Après une défaite face aux Samoa, la première de l'histoire face à cette nation, Giteau annonce sur Twitter, avant l'annonce officielle, que Robbie Deans ne l'a pas retenu parmi les trente joueurs composant le groupe australien lors de la Coupe du monde. L'absence de Giteau dans ce groupe, malgré l'émergence de Quade Cooper et la présence de Berrick Barnes, est vivement critiquée en Australie : il est soutenu par de nombreux grands joueurs australiens, Mark Ella ou Stephen Larkham, ou entraineurs, dont Eddie Jones, ces derniers pensant qu'il peut être un apport important, de par sa possibilité de couvrir les trois postes de demi de mêlée, d'ouverture et de premier centre, un soutien par son expérience à de jeunes joueurs.

### Carrière à Toulon

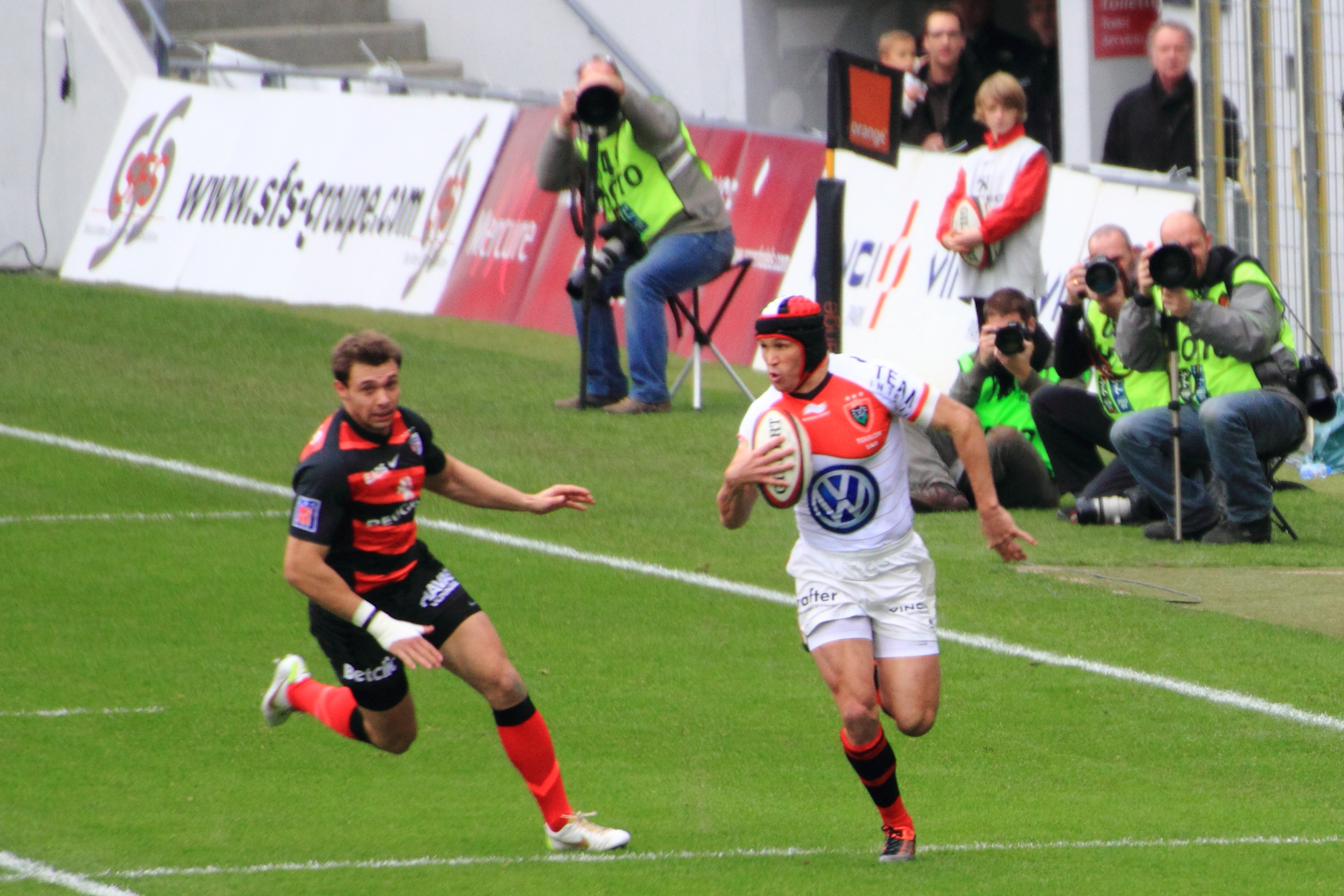
Matt Giteau avec le Rugby club toulonnais face au Stade toulousain.

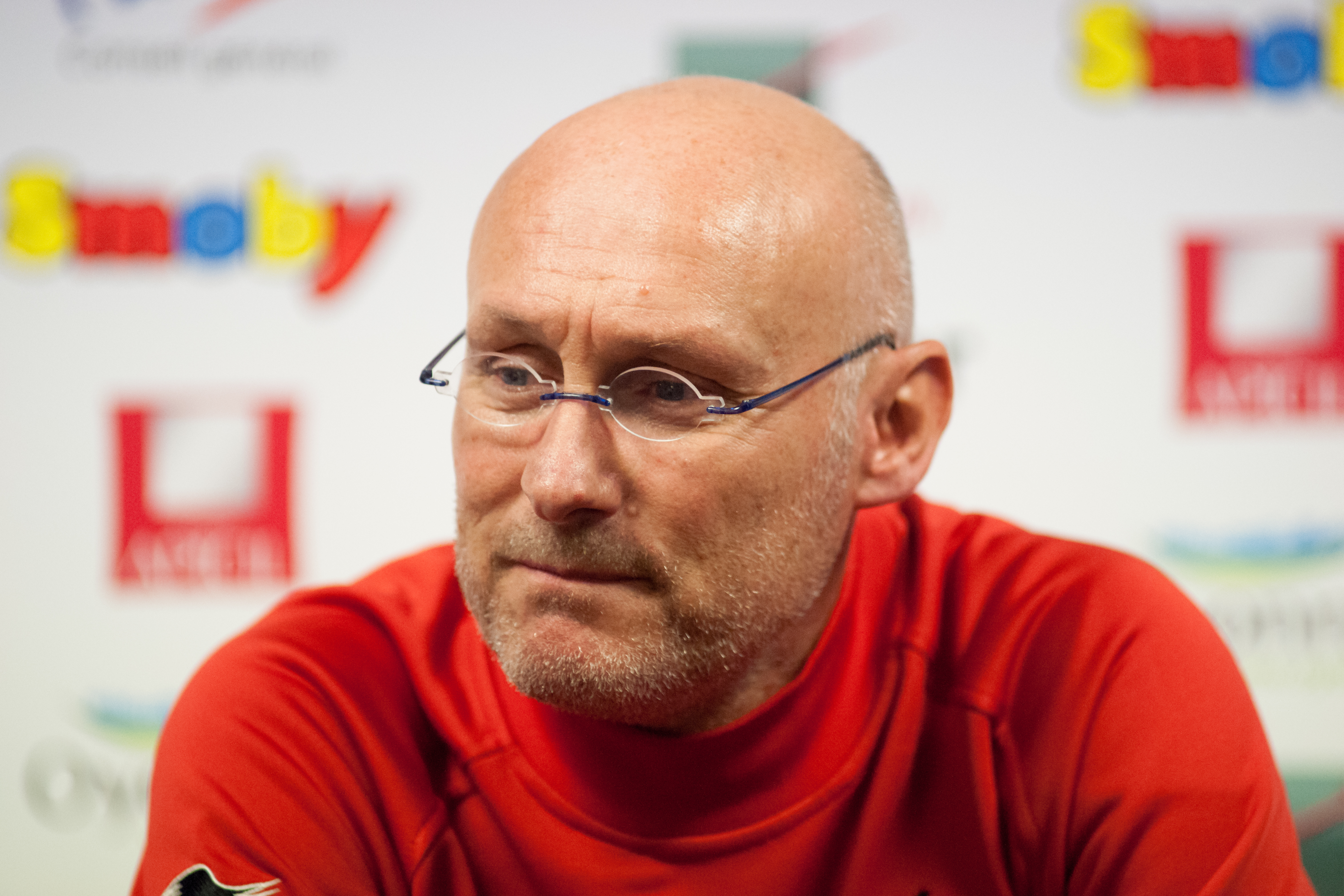
Bernard Laporte, ici en 2014, est le manager de Matt Giteau à Toulon de 2011 à 2016.

Toujours en contrat avec la Fédération australienne, il ne peut rejoindre son nouveau club toulonnais avant le terme de la Coupe du monde. Débutant en tant que remplaçant face au Castres olympique au Stade Pierre-Antoine, il dispute sa première rencontre en tant que titulaire la semaine suivante face au Stade toulousain. En fin de saison, il est titulaire lors des trois matchs de la phase finale du Challenge européen, face aux Anglais des Harlequins, aux Français du Stade français et, en finale, au club français du Biarritz olympique, club qui s'impose finalement 21 à 18. En championnat de France, il dispute 19 rencontres sur la saison, inscrivant un essai face au Castres olympique. Il participe notamment aux trois rencontres des phases finales. Après une victoire 17 à 13 face au Racing Métro 92, le club toulonnais s'impose face à Clermont, mais s'incline en finale face au Stade toulousain.
Durant cette même année 2012, il annonce qu'il a repris contact avec Robbie Deans afin de se redéclarer prêt à évoluer avec les Wallabies. Toutefois, ce dernier s'avère alors plus intéressé par Luke Burgess, demi de mêlée de Toulouse, afin de suppléer le titulaire du poste Will Génia blessé, mais Deans ne fait pas la demande auprès de la fédération australienne, afin de ne pas créer un précédent.
Lors de la deuxième saison avec le club varois, il dispute 24 des 26 rencontres disputées en Top 14. Il inscrit 55 points, dont sept essais. Deuxième de la phase régulière, Toulon se qualifie directement pour la demi-finale, face au Stade toulousain, victoire 24 à 9, puis s'incline en finale sur le score de 19 à 14 face au Castres olympique. Quelques semaines plus tôt, Toulon, premier de sa poule en Coupe d'Europe, élimine les Leicester Tigers au Stade Mayol, puis les Saracens à Twickenham, avant d'affronter Clermont en finale. Celle-ci voit le club varois s'imposer sur le score de 16 à 15. Giteau dispute les neuf rencontres de son équipe, dont huit en tant que titulaire, pour un bilan de quatre points marqués.

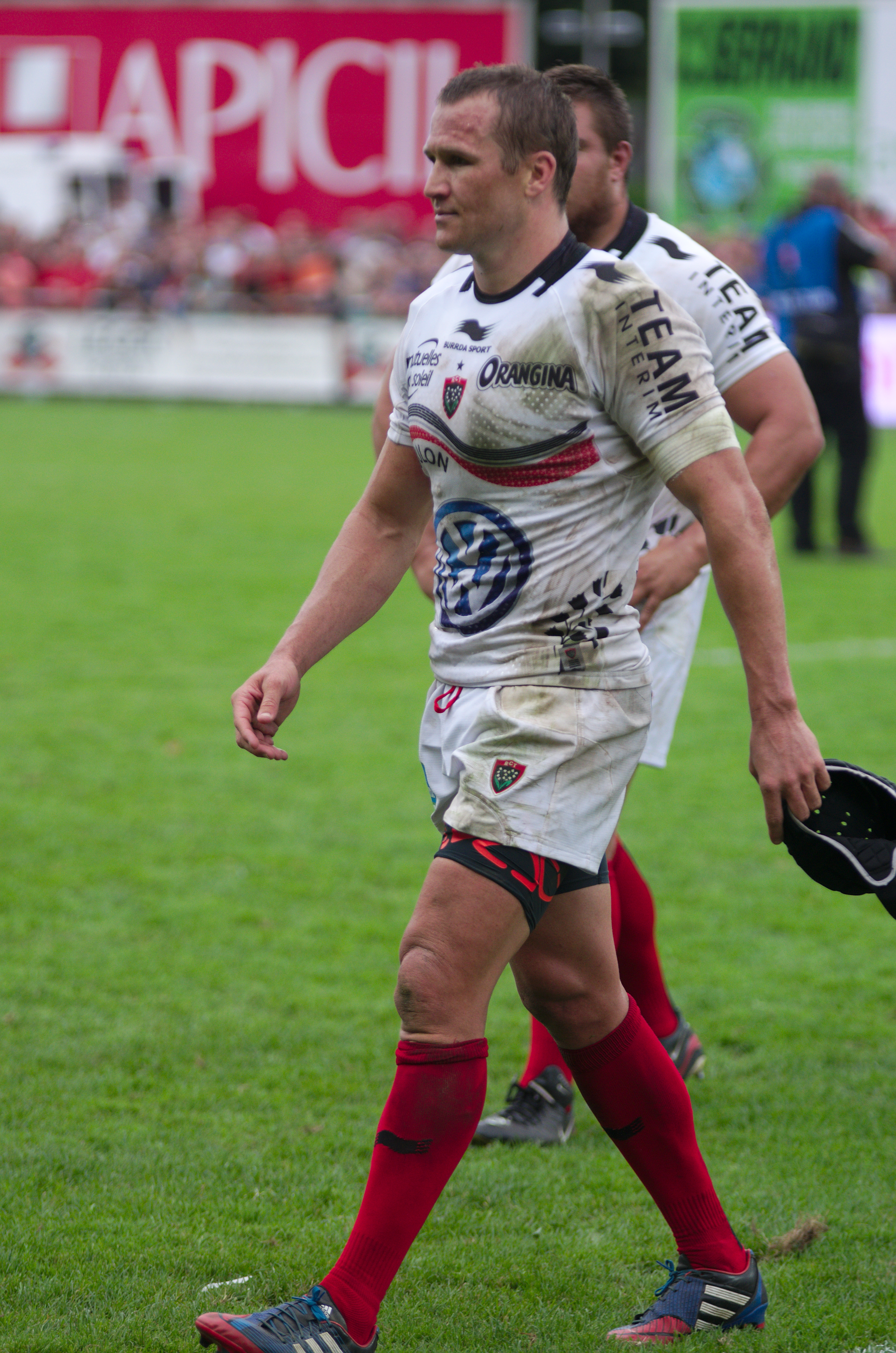
Matt Giteau au début de la saison 2013-2014.

Lors de la saison 2013-2014, il s'avère l'un des joueurs majeurs de son équipe : il est le joueur le plus utilisé en Top 14 avec 23 matchs sur 28 possibles, dont 18 en tant que titulaire. Il inscrit un essai en demi-finale face au Racing. En Coupe d'Europe, Toulon atteint de nouveau la finale. Lors de celle-ci, il inscrit l'essai qui permet aux Toulonnais de reprendre l'avantage après l'ouverture du score par les Anglais, après une remise de son compatriote Drew Mitchell qui a récupéré un coup de pied par-dessus la défense que Giteau avait effectué auparavant. Toulon s'impose finalement sur le score de 23 à 6 pour remporter un titre de champion d'Europe pour la deuxième année consécutive. En juin, il est désigné capitaine d'une sélection mondiale qui affronte l'Afrique du Sud au Cap, rencontre remportée par les Springboks sur le score de 47 à 15.
Annoncé avec un salaire de 600 000 euros avec Toulon, il est, selon les médias, l'une des cibles principales du président du Racing Métro 92 pour la saison 2015-2016, celui-ci étant prêt selon le journal Midi olympique à offrir un salaire d'un million d'euros au joueur australien. Toutefois, en septembre, Giteau prolonge pour deux années supplémentaires avec le club toulonnais, plus une année en option. Avec la retraite de Wilkinson, Giteau est replacé au poste d'ouvreur, d'autant que Frédérick Michalak, l'autre ouvreur possible, se blesse pour plusieurs mois. Lors du deuxième match de Coupe d'Europe, face à la province irlandaise de l'Ulster, il se blesse aux adducteurs, ce qui doit alors le rendre indisponible pour un mois. Il fait finalement son retour en janvier 2015 lors d'une rencontre de Top 14 face au Racing mais il doit de nouveau déclarer forfait pour la rencontre suivante, en Coupe d'Europe.
Peu après les derniers matchs du The Rugby Championship 2014, notamment la défaite australienne en Argentine, son ancien sélectionneur John Connolly relance l'idée que la Fédération australienne doit faire une entorse à sa règle d'éligibilité - autoriser uniquement les joueurs évoluant au pays - dans le cas Giteau, jugeant celui-ci comme le candidat idéal pour occuper le poste de capitaine des Wallabies. Durant les tests de novembre 2014, ce dernier, qui occupe un poste de consultant auprès de la BBC lors du test opposant les Wallabies au pays de Galles, déclare ne pas croire à cette possibilité et explique qu'il est certain de ne plus porter le maillot australien. Toutefois, en avril 2015, la Fédération australienne introduit une nouvelle règle qui le rend de nouveau sélectionnable : les joueurs comptant plus de soixante sélections avec les Wallabies  et ayant passé au moins sept ans dans le Championnat australien au cours de leur carrière deviennent sélectionnables, bien que jouant à l'étranger.
Absent en championnat depuis la victoire contre le Racing lors de son retour en janvier, il dispute trois matchs de Top 14, puis participe à la demi-finale contre le Stade français, où le Rugby club toulonnais s'incline 33 à 16. C'est la seule défaite de Giteau en championnat de la saison en dix rencontres disputées et quatre essais marqués. En coupe d'Europe, où Toulon conserve pour la deuxième année consécutive son titre, en battant Clermont 24 à 18 en finale, il dispute cinq rencontres, cinq victoires, et inscrit un essai.

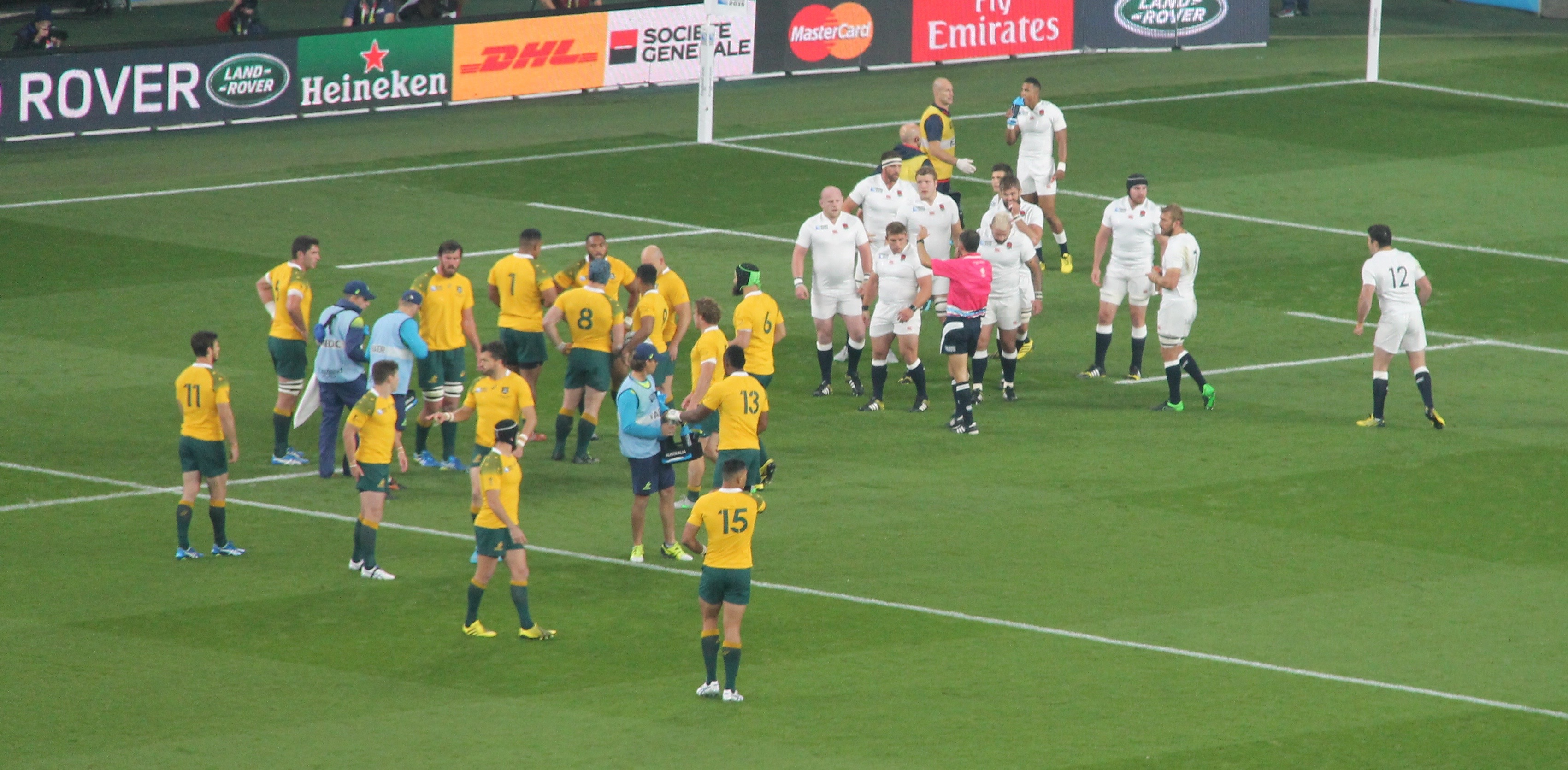
Australie-Angleterre lors de la Coupe du monde 2015.

Le sélectionneur australien Michael Cheika profite de la nouvelle disposition, parfois appelée « Giteau rule », pour le rappeler, ainsi que son coéquipier Drew Mitchell, dans le groupe des 40 joueurs pour la préparation du Rugby Championship. Il fait finalement son retour sous le maillot australien à l'occasion de la première rencontre du Rugby Championship, les Wallabies s'imposant finalement 24 à 20 après une transformation à la 82e minute par Giteau d'un essai de Tevita Kuridrani. Il dispute finalement deux des trois rencontres de son équipe dans cette compétition. Présent dans le groupe de 31 joueurs retenus par  Michael Cheika, il est titulaire au poste de centre lors de trois des quatre matchs de poule, où l'Australie, grâce notamment à deux victoires face à l'Angleterre, où il inscrit son 30e essai sous le maillot australien, puis le pays de Galles, termine à la première place. Lors du quart de finale face à l'Écosse, finalement remporté 35 à 34, il devient, en compagnie de son capitaine Stephen Moore, les septième et huitième joueur australiens à atteindre le total de cent sélections, après George Gregan, Stephen Larkham, Nathan Sharpe, George Smith, David Campese et Adam Ashley-Cooper. Déjà contraint de sortir après 47 minutes lors de la demi-finale face aux Argentins, il doit quitter le terrain dès la 25e minute de la finale après un choc lors d'un placage sur Brodie Retallick : l'encadrement médical ne le laisse pas reprendre le jeu en raison d'une commotion cérébrale. La sélection australienne s'incline sur le score de 34 à 17. Cela constitue la deuxième défaite en finale de coupe du monde pour Matt Giteau.
Matt Giteau respecte les trois semaines de repos obligatoire après sa commotion et retrouve les terrains pour un match contre Clermont en novembre. Peu après, il se blesse lors d'un match de coupe d'Europe contre le Leinster. Opéré aux adducteurs, c'est en avril qu'il rejoue de nouveau, lors de la défaite en quart de finale de coupe d'Europe contre le Racing 92, où il se blesse de nouveau. Il dispute les cinq dernières rencontres de championnat. En demi-finale, Toulon s'impose 27 à 18 contre Montpellier, mais en finale, malgré l'avantage de disputer la plus grande partie de la rencontre avec un avantage numérique, Maxime Machenaud étant expulsé pour un plaquage « cathédrale » sur Giteau, le club toulonnais s'incline face au Racing 92 sur le score de 29 à 21. Sur l'ensemble de la saison, Giteau dispute douze rencontres, neuf de championnat et trois de coupe d'Europe, et n'inscrit aucun point.
Non retenu pour les trois tests de la tournée de l'équipe anglaise en Australie, trois défaites des Wallabies, il est appelé, avec son coéquipier Drew Mitchell, dans le groupe de joueurs préparant le Rugby Championship 2016. Mais il se blesse lors du premier match du tournoi face à la Nouvelle-Zélande.
Le 4 avril 2017, alors que le manager Mike Ford est remplacé par Richard Cockerill, Matt Giteau intègre le staff pour s'occuper de l'entraînement des trois-quarts jusqu'à la fin de la saison, tout en continuant à jouer.

### Carrière au Japon
À l'Inter saison 2017 il quitte la France et RC Toulon, pour partir au Japon jouer en Top League ou il s'engage avec l'équipe des Suntory Sungoliath. Dans sa nouvelle formation il s'impose asser vite comme un joueur clef de l'équipe. Pour sa première année au club il devient même champion du Japon avec les Suntory Sungoliath en battant en finale les Wild Knights de David Pocock sur le score de  12 à 8.

### Carrière aux États-Unis
En mars 2021, Giteau rejoint son ancien coéquipier australien, Adam Ashley-Cooper, aux Giltinis de Los Angeles pour la saison 2021 de la Major League Rugby, qu'ils remportent. Matt giteau est élu homme du match lors de la finale. Il est aussi nommé pour l'équipe MLR de la saison avec 98 points marqués en 814 minutes jouées (13 matchs). Giteau décide de revenir sur sa décision de retraite et de retourner chez les Giltinis en 2022. Il ne joue cependant aucun match officiel au cours de la saison 2022 et prend une nouvelle fois sa retraite à la fin de la saison MLR.

## Vie privée
Matt Giteau est le fils de Ron Giteau, joueur professionnel de rugby à XIII, notamment capitaine des Canberra Raiders, et de Julie, enseignante à Queanbeyan South, où Matt effectue ses premières études, et où sa sœur Kristy enseigne également. Celle-ci, plus âgée que Matt, est la seule fille parmi quatre enfants. Elle est internationale australienne de rugby à sept et de rugby à XV.
Matt Giteau est marié à Bianca Franklin (en) depuis 2010, joueuse australienne de netball. Ils ont deux garçons, Levi né en janvier 2012, et Kai James né en novembre 2013, tous les deux nés à Toulon, ainsi qu'une fille.

## Personnalité et style de jeu
Matt Giteau est un joueur talentueux, polyvalent et expérimenté. C'est un ouvreur complet, à la technique affirmée, doté d'une belle vision du jeu et d'un jeu au pied efficace. Connu pour sa vision du jeu et son jeu élégant, il est en outre capable d'évoluer avec beaucoup de réussite au poste de centre.
La modestie de Matt Giteau est proverbiale : « Je ne me considère pas comme une star. J'ai, d'ailleurs, une famille formidable qui fait en sorte que cela demeure ainsi. De fait, cela ne compte pas trop [pour ses membres] si je joue pour le XV d'Australie, puisqu'elle estime que je ne suis pas assez doué pour intégrer une équipe réserve en rugby à XIII »,,.
Le journaliste de l'Équipe Richard Escot a dit de Giteau qu'il était un « protée » extrêmement talentueux doté du « génie » du jeu et de la passe, une source d’inspiration pour les jeunes générations.
Désireux de vérifier l'importance de Giteau au sein son club, que Mourad Boudjellal qualifie par la déclaration « Si on prend les stats avec ou sans lui... C'est comme Barcelone avec ou sans Messi. », la rédaction de L'Équipe analyse en novembre 2015, avant qu'il reprenne la compétition, les performances du Rugby club toulonnais depuis son arrivée en novembre 2011. Ainsi, Toulon remporte respectivement 50, 74,2 , 75,7 et 93,3 de ses rencontres avec Giteau lors des saisons 2011-2012, 2012-2013, 2013-2014 et 2014-2015, contre 0, 50, 33 et 47,5 lors de ces mêmes saisons sans la présence de son joueur australien

## Palmarès

### En club
- Vainqueur du Super 12 2004 avec les ACT Brumbies
- Vainqueur de la Coupe d'Europe 2013, 2014 et 2015 avec le RC Toulon
- Vainqueur du Championnat de France 2014 avec le RC Toulon
- Vainqueur de la Top League 2018 avec les Suntory Sungoliath
- Vainqueur de la Major League Rugby 2021 avec les LA Giltinis
- Finaliste du Championnat de France 2012, 2013 et 2016 avec le RC Toulon
- Finaliste de la Challenge Cup 2012 avec le RC Toulon
- Finaliste de la Top League 2019 avec les Suntory Sungoliath

### En équipe nationale
- Vainqueur du Rugby Championship : 2015
- Finaliste de Coupe du monde : 2003, 2015

### Palmarès personnel
Matt Giteau remporte l'une de ses premières récompenses individuelles en 2003 en étant désigné Vodafone Rookie of the Series, meilleur débutant de la compétition de la saison 2002 de Super 12. En 2004, il figure parmi les cinq derniers candidats au titre de meilleur joueur du monde IRB de l'année, titre qui échoit au Sud-Africain  Schalk Burger. Il est de nouveau présent dans la dernière sélection des joueurs pour le titre de 2009, celui-ci étant finalement remporté par le Néo-Zélandais Richie McCaw.
Cette même année 2009, il reçoit la John Eales Medal, du nom de l'ancien capitaine des Wallabies John Eales, trophée récompensant le meilleur joueur australien.
Après son arrivée en France, il est désigné meilleur joueur du Top 14 pour la saison 2013-2014 à l'occasion de la Nuit du rugby 2014, devançant ses deux coéquipiers du Rugby club toulonnais Jonny Wilkinson et Steffon Armitage. Il est également désigné Oscar Europe de cette même saison lors des Oscars du Midi olympique.
En 2016, le site Rugbyrama le classe cinquième parmi les 10 meilleurs joueurs de l'histoire du RC Toulon.

## Statistiques

### En club
Il inscrit 751 points dans le cadre du Super 12, puis Super 14, dont 33 essais.

### En équipe nationale
Il a honoré sa première cape internationale en équipe d'Australie le 16 novembre 2002 contre l'équipe d'Angleterre.
Au 24 octobre 2015, Matt Giteau compte un total de 103 rencontres disputées sous le maillot australien, dont 88 en tant que titulaire, pour un bilan de 59 victoires, 42 défaites et deux nuls. Parmi celles-ci, seize sont disputées dans le cadre de la coupe du monde en trois éditions. Il dispute deux finales, en 2003, perdue face à l'Angleterre, et en 2015, face à la Nouvelle-Zélande. En 2007, l'Australie s'incline face à l'Angleterre. Il remporte treize de ces seize rencontres et concède trois défaites. En 2003, il affronte l'Argentine, la Roumanie, la Namibie, l'Irlande, l'Écosse et l'Angleterre, obtenant une seule titularisation, face à la Namibie. Quatre ans plus tard, il est titulaire lors des quatre rencontres qu'il joue, contre le Japon, le pays de Galles, les Fidji et l'Angleterre. Lors de l'édition de 2015, il joue contre les Fidji, l'Angleterre, le pays de Galles, l'Écosse, l'Argentine et la Nouvelle-Zélande, rencontres où il est titulaire à chaque fois.
Il dispute également 40 matchs dans le cadre du Tri-nations ou du Rugby Championship, compétition qui lui succède. Il participe à dix éditions, obtenant 15 victoires et 25 défaites. En Bledisloe Cup, compétition opposant la Nouvelle-Zélande et l'Australie, le bilan est de cinq victoires pour 20 défaites.
Il dispute 50 rencontres au poste de centre, 46 au poste de demi d'ouverture, six au poste de demi de mêlée et une au poste d'ailier.
Il inscrit 698 points se décomposant en 30 essais, 108 pénalités, 106 transformations et quatre drops. En coupe du monde, son total de points est de 60, avec sept essais, trois pénalités, huit transformations. Pour le Tri-nations, ses sept essais, 48 pénalités, 39 transformations et trois drops constituent un total de 266 points.